# Moto G6
Moto G6 es un teléfono inteligente de gama media con sistema operativo Android fabricado por Motorola Mobility, siendo la 6.a generación del Moto G. El teléfono fue presentado en abril de 2018, y fue lanzado oficialmente al público en Brasil el 20 de abril de 2018, en México el 29 de abril de 2018, en Europa el 9 de mayo de 2018, en Estados Unidos el 23 de mayo de 2018, y por último en India el 4 de junio de 2018. Posee otras dos versiones, la cuáles son Moto G6 Plus y Moto G6 Play, ambos con características distintas al modelo original.

## Características y especificaciones

### Hardware
El Moto G6 adopta mucho de las características y especificaciones vistas en el Moto G5s Plus y una que otra del Moto X4. El diseño ha cambiado en comparación de anteriores modelos, ya que posee un acabado trasero de vidrio 3D, haciendo que el diseño se vea más elegante a comparación de versiones anteriores, a excepción de la versión "Play" que es en plástico, pero pese a ello posee el mismo tipo de acabado y diseño. Se encuentra disponible en color negro, plateado, dorado, celeste (también llamado "nimbus") y azul oscuro, y es considerado uno de los dispositivos móviles con mejor estética en el 2018.
Su procesador es un Qualcomm Snapdragon 450 de 8 núcleos y 1.8 GHz, una pantalla de 5.7 pulgadas con una resolución Full HD+ de 1080x2160, 3 GB de RAM, y una batería de 3000 mAh. La cámara trasera es de 12 + 5 MP, y la frontal de 8 MP, contando igual que su versión anterior, con una antena de radio FM.
El almacenamiento interno es de 32 GB, expandible vía Micro SD hasta 128 GB.
Al igual que sus predecesores, admite controles de movimiento mediante Moto Actions (como agitar el teléfono para activar la linterna), y cuenta con un cargador TurboPower para que la carga del teléfono sea más rápida, garantizando 6 horas de uso en 15 minutos de carga.
Todos los modelos poseen lector de huellas, brindando mayor seguridad en el aspecto del desbloqueo del celular, y usarlo para otras funciones como de navegación, en la parte delantera abajo de la pantalla, a excepción de la versión "Play", que se encuentra detrás. A comparación del Moto G5, el lector de huellas para a ser más largo y delgado, pero de mejor respuesta.

### Software
El teléfono es actualizable a Android 9.0 Pie, con características exclusivas de software que también venían en modelos anteriores, como Moto Assist, Moto Voice, entre otras características.

## Otros modelos
Al igual que sus predecesores, el Moto G6 posee otros modelos que poseen distintas características y especificaciones en algunas cosas.

### Moto G6 Plus
Es una versión mejorada o "premium" del Moto G6, que posee mejores características como las siguientes:
- El procesador pasa a ser un Qualcomm Snapdragon 630 con 2.2 GHz.
- La cámara trasera es de 12MP + 5MP
- La memoria RAM ahora es de 4 GB.
- La batería pasa a ser de 3200 mAh.
- El tamaño y el peso aumentan.

### Moto G6 Play
Después de que esta versión estuviera ausente en el Moto G5, vuelve a este modelo, cumpliendo con lo que es: una versión más barata del modelo normal, pero con características reducidas, o también llamada "baja". Sus características son las siguientes:
- El procesador pasa a ser un Qualcomm Snapdragon 430.
- La pantalla pasa a tener una resolución HD+ de 1440x720.
- La cámara aumenta tan solo 1 MP, siendo ahora de 13 MP, además de que solo posee un lente la cámara, a comparación de los otros modelos.
- La batería pasa a ser de 4000 mAh, siendo mayor que los demás modelos (característica común de los modelos "Play" de Motorola).
- El lector de huellas se ubica en la parte trasera del teléfono.[5]
- El acabado es de plástico.
- No posee entrada tipo USB-C, si no Micro-USB.

## Comparación entre modelos
Aquí se comparan las características y especificaciones de los tres modelos del Moto G6.
| Especificación         | Moto G6                                        | Moto G6 Plus                                   | Moto G6 Play                               |
| ---------------------- | ---------------------------------------------- | ---------------------------------------------- | ------------------------------------------ |
| Pantalla               | 5.7 pulgadas                                   | 5.9 pulgadas                                   | 5.7 pulgadas                               |
| Resolución             | 2160x1080                                      | 2160x1080                                      | 1400x720                                   |
| Procesador             | Qualcomm Snapdragon 450 de 1.8 GHz             | Qualcomm Snapdragon 630 de 2.2 GHz             | Qualcomm Snapdragon 430 de 1.4 GHz         |
| Almacenamiento interno | 32 o 64 GB                                     | 64 o 128 GB                                    | 32 GB                                      |
| Cámara                 | Cámara trasera: 12 + 5 MP Cámara frontal: 8 MP | Cámara trasera: 12 + 4 MP Cámara frontal: 8 MP | Cámara trasera: 13 MP Cámara frontal: 8 MP |
| RAM                    | 3 o 4GB                                        | 4 o 6 GB                                       | 3 GB                                       |
| Batería                | 3000 mAh                                       | 3200 mAh                                       | 4000 mAh                                   |
| Lector de huellas      | Sí                                             | Sí                                             | Sí                                         |
| Dimensiones            | 153.8 x 72.3 x 8.3 mm                          | 160 x 75.5 x 8 mm                              | 154.4 x 72.2 x 9 mm                        |